# Evangelische Kirche (Wolzhausen)

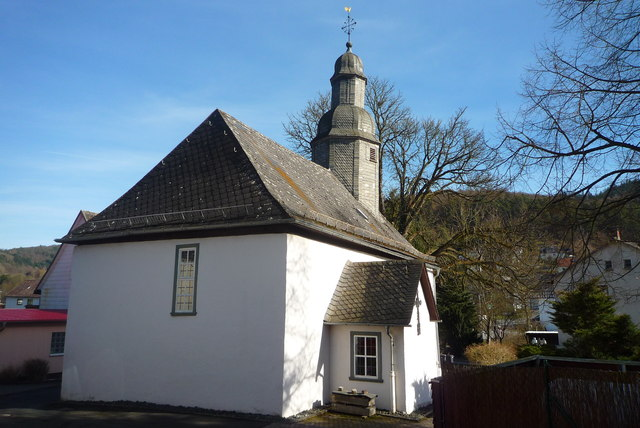
Evangelische Kirche in Wolzhausen

Die Evangelische Kirche Wolzhausen ist ein denkmalgeschütztes Kirchengebäude in Wolzhausen im Hessischen Hinterland. Sie gehört zum Dekanat Biedenkopf-Gladenbach in der Propstei Nord-Nassau der Evangelischen Kirche in Hessen und Nassau.

## Beschreibung
Das mittelalterliche Kirchenschiff hatte ursprünglich einen gleich breiten, aber nur halb so hohen Chor mit polygonalem Abschluss. Am Anfang des 18. Jahrhunderts wurde der Chor über die Höhe des Kirchenschiffs hinaus in Holzfachwerk aufgestockt und mit einem achteckigen, schiefergedeckten Dachreiter versehen, auf dessen glockenförmiger Haube eine Laterne sitzt. Beim Umbau 1780/81 durch Conrad Ludwig Walther wurde die Höhe des Kirchenschiffs auf die Höhe des Chors angeglichen. Der Innenraum des Kirchenschiffs, der Emporen an drei Seiten hat, ist mit einer Flachdecke überspannt, die des Chors wird von zwei Unterzügen getragen.
Die Orgel mit vier Registern, einem Manual und einem Pedal wurde 1953 von Förster & Nicolaus Orgelbau aufgebaut.